# Günter Heine (Jurist)
Günter Heine (* 4. Juni 1952 in Ravensburg; † 25. Juni 2011 in Freiburg im Breisgau) war ein deutscher Jurist und Universitätsprofessor in der Schweiz. 
Nach dem Studium der Rechtswissenschaft, Politikwissenschaft und Soziologie an der Universität Tübingen promovierte er 1987 zur Tötung aus niedrigen Beweggründen unter Betreuung von Albin Eser an der Universität Freiburg/Breisgau. Seine Habilitation zum Umweltstrafrecht erfolgte 1994 an der Universität Basel. Von 1994 bis 1996 war er Professor für Strafrecht und Strafprozessrecht und Co-Direktor des Instituts für Technik- und Umweltrecht an der Universität Dresden. Von 1996 bis 2000 lehrte er an der Universität Gießen als Ordinarius für Deutsches und Ausländisches Strafrecht. Von 2001 bis zu seinem Tod war er Ordinarius für Strafrecht, Strafprozessrecht und Internationales Strafrecht an der Universität Bern, zudem Mitdirektor am Institut für Strafrecht und Kriminologie und Vorstandsmitglied der School for Criminology, International Criminal Law and Psychology. Er forschte in den Bereichen des europäischen und internationalen Wirtschafts- und Umweltstrafrechts. Bekannt war er zudem für seine Kommentierungen im Standardkommentar Schönke/Schröder zum deutschen Strafgesetzbuch von der 26. bis zur 28. Auflage. 